# Museo Tinguely

El Museo Tinguely

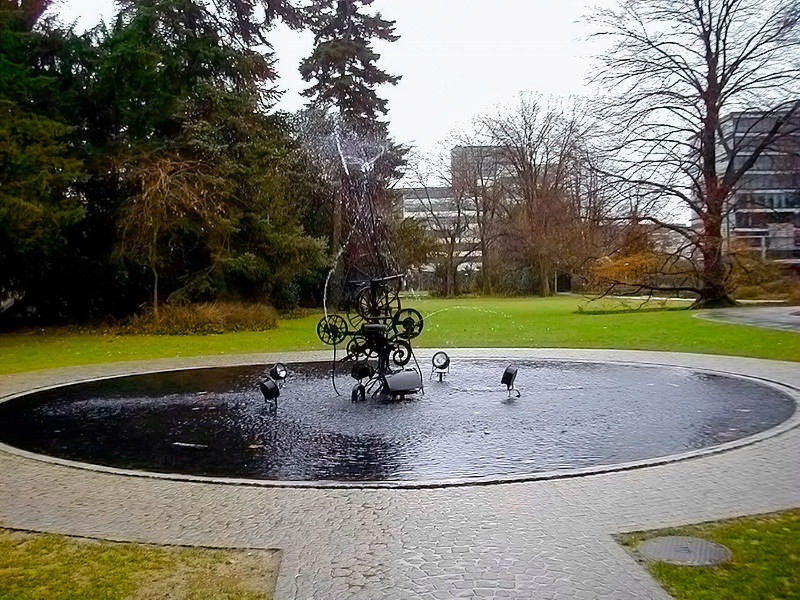
La Fuente Tinguely en frente del museo.

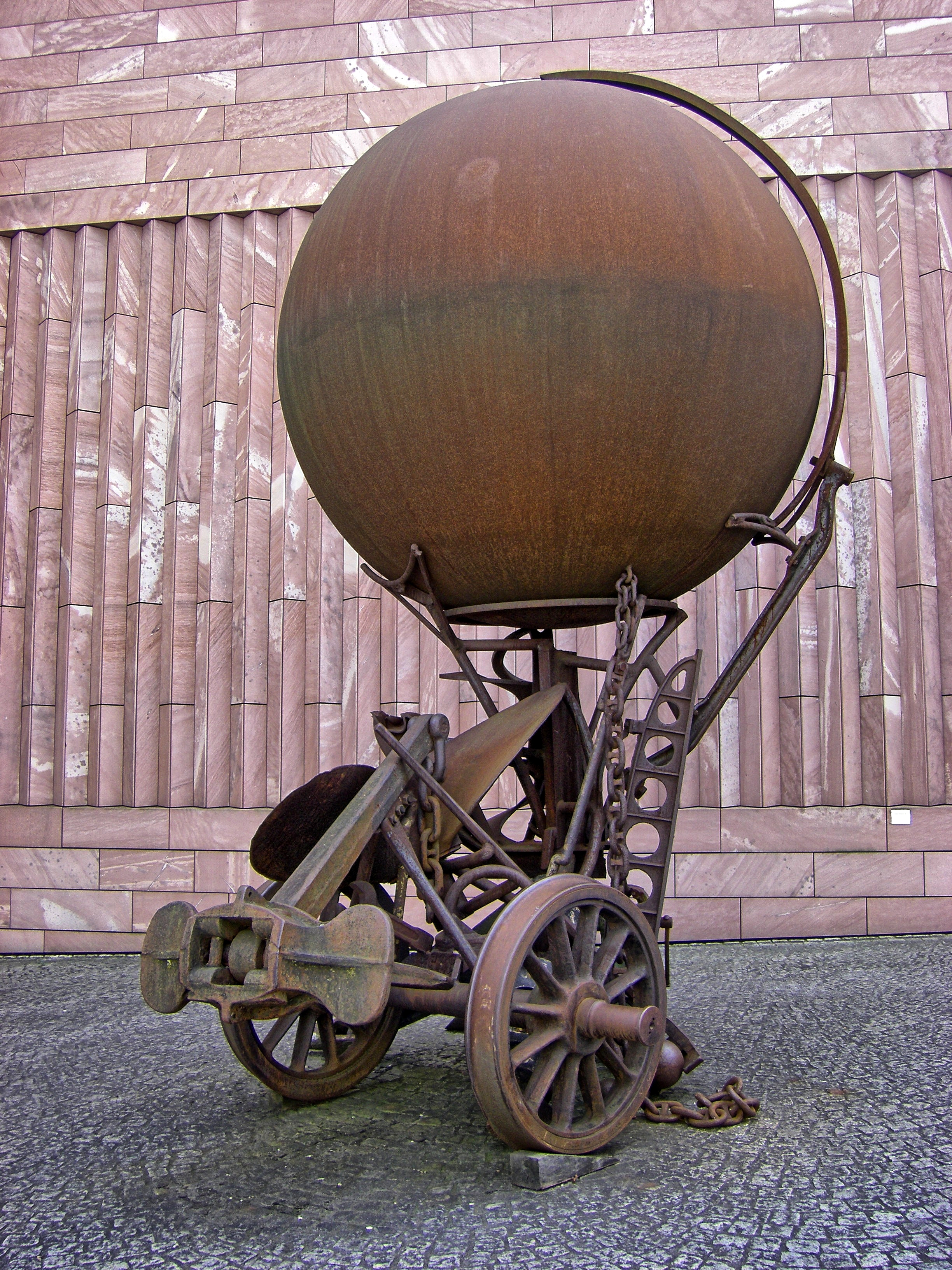
Dickfigur Beteigeuze (1996), escultura de Luginbühl emplazada en el frente del museo.

El Museo Tinguely es un museo de arte localizado en Basilea, Suiza, que contiene una exposición permanente de las obras del pintor y escultor suizo Jean Tinguely  (1925 – 1991). Situado en el Solitudepark, a orillas del río Rin, el museo fue diseñado por el arquitecto ticinés Mario Botta, y abrió el 3 de octubre de 1996.
El foco de la colección se encuentra en las esculturas cinéticas de hierro de Tinguely que están en exhibición permanente, que se complementa con ilustraciones, fotografías y otros documentos relacionados con la vida y obra del artista, como dibujos, cartas, carteles, catálogos y fotografías. Las obras son propiedad del museo, aunque tiene otras obras cedidas. Regularmente se organizan exposiciones temporales dedicadas a la obra de algunos compañeros y contemporáneos de tendencia artística, arte contemporáneo, como Bernhard Luginbühl (1929 – 2011), Niki de Saint Phalle (1930 – 2002) e Yves Klein (1928 – 1962), entre otros. 